# Wyoming (Minnesota)
Wyoming és una població dels Estats Units a l'estat de Minnesota. Segons el cens del 2000 tenia 3.048 habitants.

## Demografia
Segons el cens del 2000, Wyoming tenia 3.048 habitants, 1.023 habitatges, i 848 famílies. La densitat de població era de 412,9 habitants per km².
Dels 1.023 habitatges en un 50,1% hi vivien nens de menys de 18 anys, en un 69,2% hi vivien parelles casades, en un 10,9% dones solteres, i en un 17,1% no eren unitats familiars. En el 13,3% dels habitatges hi vivien persones soles el 5,5% de les quals corresponia a persones de 65 anys o més que vivien soles. El nombre mitjà de persones vivint en cada habitatge era de 2,94 i el nombre mitjà de persones que vivien en cada família era de 3,23.
Per edats la població es repartia de la següent manera: un 32,6% tenia menys de 18 anys, un 7,1% entre 18 i 24, un 33,6% entre 25 i 44, un 19,7% de 45 a 60 i un 7% 65 anys o més.
L'edat mediana era de 32 anys. Per cada 100 dones de 18 o més anys hi havia 94,7 homes.
La renda mediana per habitatge era de 56.192 $ i la renda mediana per família de 62.118 $. Els homes tenien una renda mediana de 40.959 $ mentre que les dones 28.272 $. La renda per capita de la població era de 20.290 $. Entorn del 2,7% de les famílies i el 5,5% de la població estaven per davall del llindar de pobresa.

## Poblacions més properes
El següent diagrama mostra les poblacions més properes.